# Cyclosorus cuneatus
Cyclosorus cuneatus är en kärrbräkenväxtart som beskrevs av Ren-Chang Ching och Shing. Cyclosorus cuneatus ingår i släktet Cyclosorus och familjen Thelypteridaceae. Inga underarter finns listade.